# 擅攀鳥龍屬
擅攀鳥龍屬（意為「攀爬的翼」）是種手盜龍類恐龍，牠們擁有獨特的適應演化特徵，並過者樹棲生活。目前僅在中國遼寧省發現發現一個未成年個體化石。擅攀鳥龍擁有獨特的、延長的第三手指，在恐龍之中只有擅攀鳥龍的近親樹息龍擁有相同的特徵。擅攀鳥龍的正模標本也包含了羽毛壓痕。
依据国际动物命名法规2012年修正案，2011年之前的网络发表不构成合格发表，因此樹息龍（Epidendrosaurus）是擅攀鳥龍的次同物異名

## 敘述

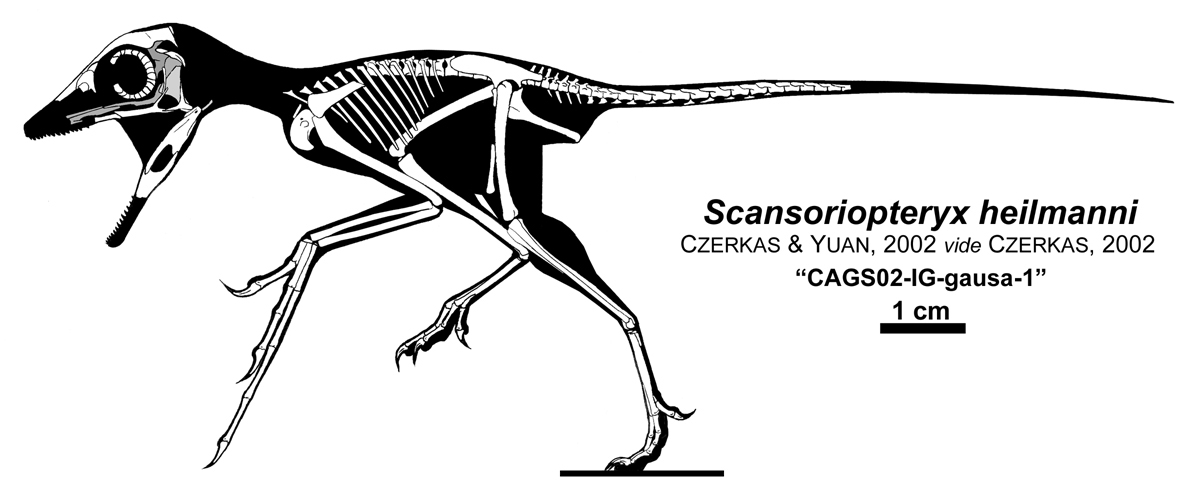
擅攀鳥龍正模標本的骨骼重建圖

擅攀鳥龍的正模標本（編號CAGS02-IG-gausa-1/DM 607）擁有纖細、類似毛髮的痕跡，環繞在身體周圍，排列成V樣式，類似現代鳥類的羽毛。其中最明顯的羽毛壓痕拖曳在左前臂與手部。擅攀鳥龍的尾巴與樹息龍的相比較短，但部分尾巴在分開岩板時被分開了。擅攀鳥龍缺乏完全開口的髖臼、恥骨向前，與多數手盜龍類不同。第三指極長，是第二指的兩倍長。牠們還擁有大型後趾。

## 分類學
擅攀鳥龍科的名稱來自於擅攀鳥龍，但是目前還不確定擅攀鳥龍科的正確分類位置。擅攀鳥龍的正模標本是在樹息龍於網路上被描述數個月後才被描述的，但當時樹息龍還沒在科學期刊上刊出，直到擅攀鳥龍先刊出於科學期刊。這兩個屬的標本非常相似，以致於牠們可能是同一屬，在這種狀態下先公佈名稱的屬擁有優先權。國際動物命名委員會似乎傾向修正原本偏向於樹息龍的規定。
擅攀鳥龍屬的模式種是海氏擅攀鳥龍（Scansoriopteryx heilmanni）。

### 與鳥類的演化關係
史蒂芬·切爾卡斯（Stephen Czerkas）與袁崇喜根據擅攀鳥龍的原始與類似鳥類的特徵，將擅攀鳥龍用來解釋非正統的恐龍演化。他們根據擅攀鳥龍的蜥臀目類型恥骨與粗厚坐骨，宣稱擅攀鳥龍比始祖鳥還要原始。擅攀鳥龍也缺乏完全開口的髖臼，髖臼是臀窩上的一個孔，是恐龍的關鍵特徵，傳統上用來鑑定牠們。當這兩位作者認同這些閉合的髖臼是從更傳統的恐龍髖臼演化而來，他們提出其他的原始特徵，來指出擅攀鳥龍是最類似鳥類的恐龍，也是以之最原始的恐龍。切爾卡斯與袁崇喜認為擅攀鳥龍是種原始手盜龍類，這支持格里高利·保羅（Gregory S. Paul）所提出的理論；保羅認為大型、居住於地面上的手盜龍類，例如迅猛龍，是從小型、飛行或滑翔、樹棲的物種演化而來。切爾卡斯與袁崇喜的理論將保羅的理論進一步延伸，並支撐了喬治·奧利舍夫斯基（George Olshevsky）在1992年的假設；奧利舍夫斯基認為所有缺乏飛行或至少樹棲的獸腳類恐龍，都是從小型、樹棲、類似擅攀鳥龍的祖先演化而來。切爾卡斯與袁崇喜也認為手盜龍類從獨立於獸腳亞目的支系演化而來，而這支系在獸腳亞目演化歷史的非常早期開始分化；這論點與大部分的系統發生樹不同。

## 起源
目前仍不清楚擅攀鳥龍的化石發現地，在汪筱林等人的一個關於道虎溝化石層的年代研究中，提出擅攀鳥龍可能是樹息龍的異名，而兩者來自於同一地層。道虎溝化石層的地質年代為侏儸紀中期到晚期，但這還在爭論中。

## 古生物學

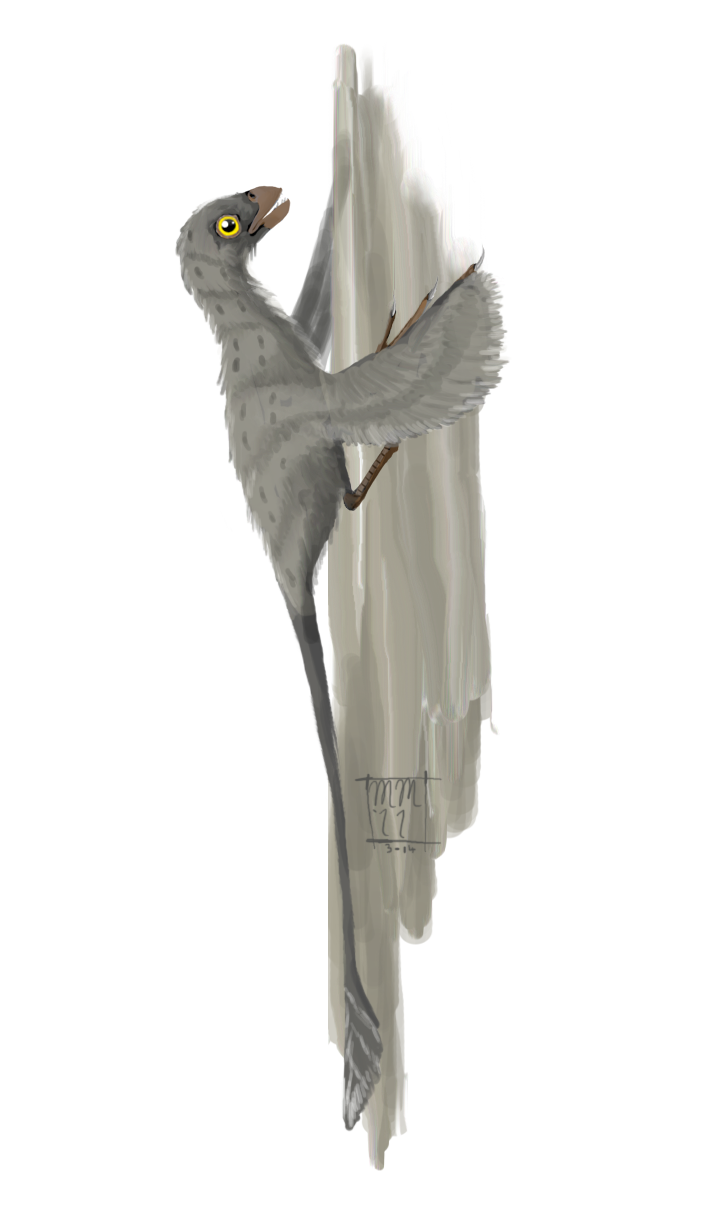
擅攀鳥龍攀樹的復原圖

切爾卡斯與袁崇喜在敘述擅攀鳥龍時，他們提出更進一步的樹棲生活證據。他們注意到，不像剛出生的現代鳥類，擅攀鳥龍的前肢比後肢長。他們認為這個反常現象顯示擅攀鳥龍的前肢在早期演化階段佔有重要的地位。擅攀鳥龍的後肢保存狀態比樹息龍的好，他們將後趾解釋成往後轉，如同現代樹棲鳥類。他們更進一步提出擅攀鳥龍的短、堅挺尾巴是在樹上攀爬的適應結果。這些尾巴可能作為支撐物使用，類似現代啄木鳥。擅攀鳥龍的手部也如同現代攀爬動物，擁有延長的第三指，例如鬣蜥科蜥蜴。擅攀鳥龍的前肢攀爬能力，高於某些現代樹棲動物的剛出生個體，例如南美洲的麝雉。
擅攀鳥龍的化石保存了簡易、類似絨毛的羽毛，尤其是手部與手臂部位。手部與手臂周圍的較長羽毛，讓切爾卡斯與Yuan猜測成年的擅攀鳥龍科恐龍可能有發展良好的翅膀，而這些成年個體可能有種形式的動力飛行或滑翔飛行。如同其他手盜龍類，擅攀鳥龍科恐龍的腕部擁有半月形骨頭，可讓手部產生類似鳥類的抓握動作。即使牠們無法以動力飛行，這個動作仍然可增加牠們在樹枝之間跳躍的機動性。
擅攀鳥龍的尾巴基部仍保有爬行動物的鱗片。

## 外部連結
- Skeletal diagrams （页面存档备份，存于） of scansoriopterygids from The Dinosauricon.
- Scansoriopteryx image gallery （页面存档备份，存于）, from The Dinosauricon.